# Kostel Panny Marie Královny a svatého Gotharda (Mosonmagyaróvár)
Kostel Panny Marie Královny a svatého Gotharda (maďarsky Szűz Mária Királynő és Szent Gotthárd templom) je římskokatolický farní kostel v maďarském Mosonmagyaróváru.

## Historie
Jedná se o barokní kostel ze 17. – 18. století, vystavěný na místě staršího kostela, založeného ve středověku německými řemeslníky a později zničeného Osmany.
Svou současnou podobu kostelní věž získala v roce 1820.

## Habsburská krypta

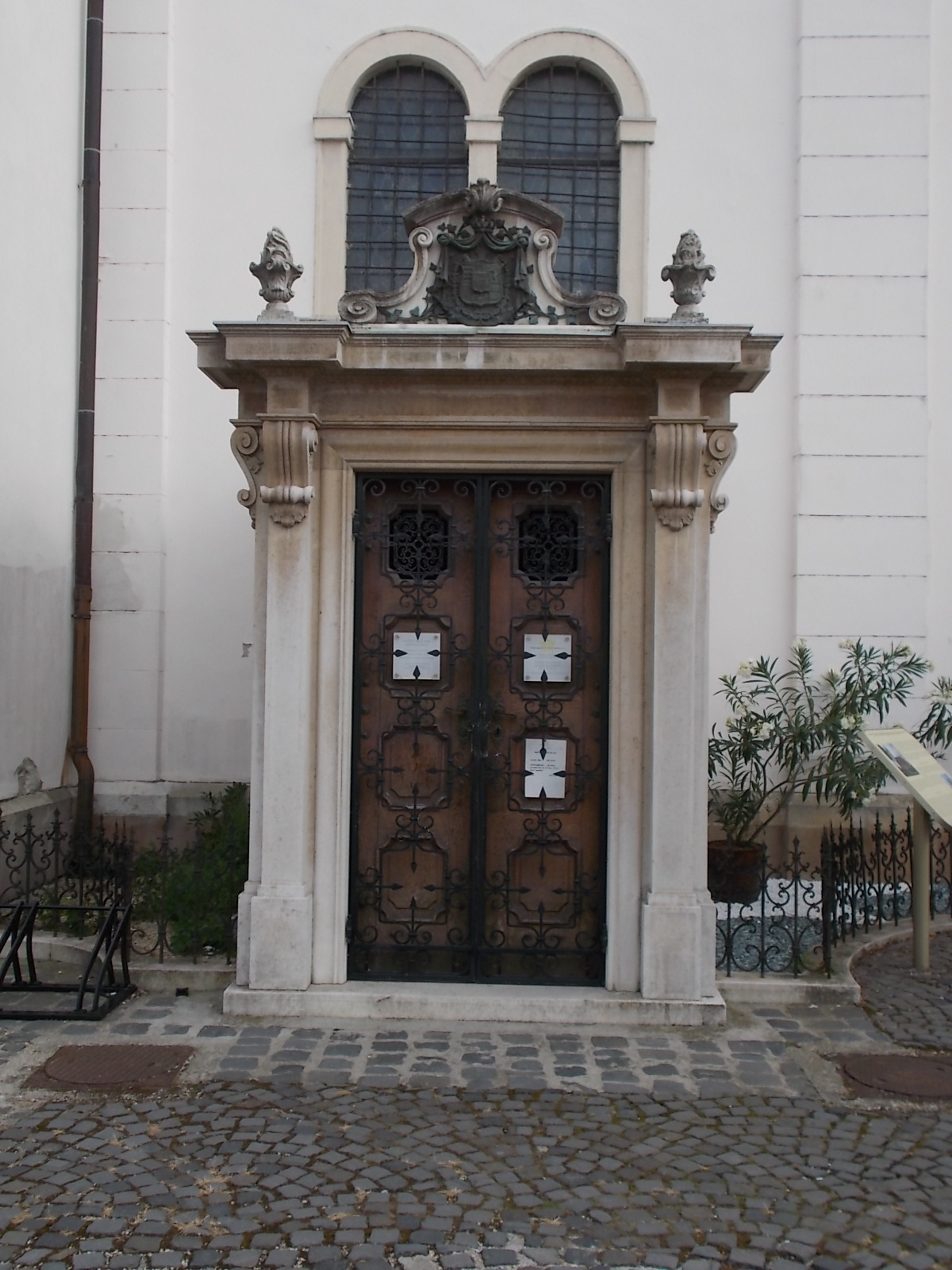
Vstup do krypty

V kostele se nachází krypta, která byla v letech 1934–1936 upravena do podoby hrobky těšínské linie Habsburků. Krypta byla vysvěcena 30. května 1936 biskupem Istvánem Breyerem. V lednu roku 1937 byly do krypty přeneseny z Budína ostatky arcivévodkyně Isabely z Croÿ a Dülmenu a zároveň uloženo tělo jejího manžela Bedřicha Rakousko-Těšínského. Do krypty byly též uloženy svaté ostatky, které byly v držení těšínské linie Habsburků.